# Gent–Wevelgem 2025
Gent–Wevelgem 2025 var den 87:e upplagan av det belgiska cykelloppet Gent–Wevelgem. Tävlingen avgjordes den 30 mars 2025 med start i Ieper och målgång i Wevelgem. Loppet var en del av UCI World Tour 2025 och vanns av danske Mads Pedersen från cykelstallet Lidl–Trek.

## Deltagande lag
| WorldTeams (18)- Arkéa-B&B Hotels - Alpecin-Deceuninck - Bahrain-Victorious - Cofidis - Decathlon AG2R La Mondiale Team - EF Education-EasyPost - Groupama-FDJ - Ineos Grenadiers - Intermarché-Wanty - Lidl-Trek - Movistar Team - Red Bull-BORA-hansgrohe - Soudal Quick-Step - Team Jayco AlUla - Team Picnic-PostNL - Team Visma \| Lease a Bike - UAE Team Emirates XRG - XDS Astana Team ProTeams (7)- Lotto - Israel-Premier Tech - Q36.5 Pro Cycling Team - Uno-X Mobility - Team Flanders-Baloise - Tudor Pro Cycling Team - Team TotalEnergies |
| |

## Resultat
| \| Totaltävlingen \| Totaltävlingen \| Totaltävlingen \| Totaltävlingen \| Totaltävlingen \| \| Cyklist \| Cyklist \| Lag \| Tid \| \| \| -------------- \| ------------------ \| ----------------------- \| -------------- \| -------------- \| \| 1. \| Mads Pedersen \| Lidl-Trek \| 5t 30' 21" \| \| \| 2. \| Tim Merlier \| Soudal Quick-Step \| + 49" \| \| \| 3. \| Jonathan Milan \| Lidl-Trek \| + 49" \| \| \| 4. \| Alexander Kristoff \| Uno-X Mobility \| + 49" \| \| \| 5. \| Hugo Hofstetter \| Israel-Premier Tech \| + 49" \| \| \| 6. \| Davide Ballerini \| XDS Astana Team \| + 49" \| \| \| 7. \| Biniam Girmay \| Intermarché-Wanty \| + 49" \| \| \| 8. \| Jenno Berckmoes \| Lotto \| + 49" \| \| \| 9. \| Jordi Meeus \| Red Bull-Bora-Hansgrohe \| + 49" \| \| \| 10. \| Laurenz Rex \| Intermarché-Wanty \| + 49" \| \| |                    |                         |            |
| |                    |                         |            |
| Källa: ProCyclingStats |                    |                         |            |
| Totaltävlingen |                    |                         |            |
| Cyklist | Cyklist            | Lag                     | Tid        |
| 1. | Mads Pedersen      | Lidl-Trek               | 5t 30' 21" |
| 2. | Tim Merlier        | Soudal Quick-Step       | + 49"      |
| 3. | Jonathan Milan     | Lidl-Trek               | + 49"      |
| 4. | Alexander Kristoff | Uno-X Mobility          | + 49"      |
| 5. | Hugo Hofstetter    | Israel-Premier Tech     | + 49"      |
| 6. | Davide Ballerini   | XDS Astana Team         | + 49"      |
| 7. | Biniam Girmay      | Intermarché-Wanty       | + 49"      |
| 8. | Jenno Berckmoes    | Lotto                   | + 49"      |
| 9. | Jordi Meeus        | Red Bull-Bora-Hansgrohe | + 49"      |
| 10. | Laurenz Rex        | Intermarché-Wanty       | + 49"      |

## Startlista
| Lidl-Trek LTK                             | Lidl-Trek LTK        | Lidl-Trek LTK |
| ----------------------------------------- | -------------------- | ------------- |
| #                                         | Cyklist              | Placering     |
| 1                                         | Mads Pedersen (DEN)  | 1.            |
| 2                                         | Daan Hoole (NED)     | DNF           |
| 3                                         | Alex Kirsch (LUX)    | 36.           |
| 4                                         | Jonathan Milan (ITA) | 3.            |
| 5                                         | Jasper Stuyven (BEL) | 43.           |
| 6                                         | Toms Skujiņš (LAT)   | 46.           |
| 7                                         | Mathias Vacek (CZE)  | DNF           |
| Sportchef : Steven de Jongh, Grégory Rast |                      |               |

| UAE Team Emirates XRG UAD                | UAE Team Emirates XRG UAD   | UAE Team Emirates XRG UAD |
| ---------------------------------------- | --------------------------- | ------------------------- |
| #                                        | Cyklist                     | Placering                 |
| 11                                       | Tim Wellens (BEL)           | 37.                       |
| 12                                       | Mikkel Bjerg (DEN)          | 50.                       |
| 13                                       | Juan Sebastián Molano (COL) | DNF                       |
| 14                                       | Rui Oliveira (POR)          | 66.                       |
| 15                                       | Nils Politt (GER)           | 34.                       |
| 16                                       | Florian Vermeersch (BEL)    | 23.                       |
| 17                                       | Filippo Baroncini (ITA)     | DNF                       |
| Sportchef : Fabio Baldato, Marco Marcato |                             |                           |

| Alpecin-Deceuninck ADC                            | Alpecin-Deceuninck ADC      | Alpecin-Deceuninck ADC |
| ------------------------------------------------- | --------------------------- | ---------------------- |
| #                                                 | Cyklist                     | Placering              |
| 21                                                | Jasper Philipsen (BEL)      | 44.                    |
| 22                                                | Robbe Ghys (BEL)            | DNF                    |
| 23                                                | Timo Kielich (BEL)          | 47.                    |
| 24                                                | Fabio Van den Bossche (BEL) | 82.                    |
| 25                                                | Jonas Rickaert (BEL)        | 64.                    |
| 26                                                | Gianni Vermeersch (BEL)     | 83.                    |
| 27                                                | Silvan Dillier (SUI)        | DNF                    |
| Sportchef : Christoph Roodhooft, Frederik Willems |                             |                        |

| Soudal Quick-Step SOQ               | Soudal Quick-Step SOQ        | Soudal Quick-Step SOQ |
| ----------------------------------- | ---------------------------- | --------------------- |
| #                                   | Cyklist                      | Placering             |
| 31                                  | Tim Merlier (BEL) (landsväg) | 2.                    |
| 32                                  | Paul Magnier (FRA)           | 38.                   |
| 33                                  | Yves Lampaert (BEL)          | 51.                   |
| 34                                  | Luke Lamperti (USA)          | DNF                   |
| 35                                  | Louis Vervaeke (BEL)         | 67.                   |
| 36                                  | Bert Van Lerberghe (BEL)     | 52.                   |
| 37                                  | Warre Vangheluwe (BEL)       | DNF                   |
| Sportchef : Tom Steels, Iljo Keisse |                              |                       |

| Intermarché-Wanty IWA                    | Intermarché-Wanty IWA                | Intermarché-Wanty IWA |
| ---------------------------------------- | ------------------------------------ | --------------------- |
| #                                        | Cyklist                              | Placering             |
| 41                                       | Biniam Girmay (ERI)                  | 7.                    |
| 42                                       | Roel Daan van Sintmaartensdijk (NED) | 93.                   |
| 43                                       | Vito Braet (BEL)                     | 94.                   |
| 44                                       | Hugo Page (FRA)                      | DNF                   |
| 45                                       | Adrien Petit (FRA)                   | DNF                   |
| 46                                       | Laurenz Rex (BEL)                    | 10.                   |
| 47                                       | Jonas Rutsch (GER)                   | 88.                   |
| Sportchef : Dimitri Claeys, Aike Visbeek |                                      |                       |

| Ineos Grenadiers IGD                    | Ineos Grenadiers IGD   | Ineos Grenadiers IGD |
| --------------------------------------- | ---------------------- | -------------------- |
| #                                       | Cyklist                | Placering            |
| 51                                      | Salvatore Puccio (ITA) | DNF                  |
| 52                                      | Tobias Foss (NOR)      | 77.                  |
| 53                                      | Bob Jungels (LUX)      | DNF                  |
| 54                                      | Connor Swift (GBR)     | 72.                  |
| 55                                      | Josh Tarling (GBR)     | 49.                  |
| 56                                      | Ben Turner (GBR)       | 25.                  |
| 57                                      | Samuel Watson (GBR)    | 91.                  |
| Sportchef : Imanol Erviti, Ian Stannard |                        |                      |

| Team Visma \| Lease a Bike TVL              | Team Visma \| Lease a Bike TVL | Team Visma \| Lease a Bike TVL |
| ------------------------------------------- | ------------------------------ | ------------------------------ |
| #                                           | Cyklist                        | Placering                      |
| 61                                          | Olav Kooij (NED)               | DNF                            |
| 62                                          | Daniel McLay (GBR)             | DNF                            |
| 63                                          | Victor Campenaerts (BEL)       | 41.                            |
| 64                                          | Tosh Van der Sande (BEL)       | 78.                            |
| 65                                          | Tiesj Benoot (BEL)             | 19.                            |
| 66                                          | Matteo Jorgenson (USA)         | 30.                            |
| 67                                          | Julien Vermote (BEL)           | 87.                            |
| Sportchef : Richard Plugge, Maarten Wynants |                                |                                |

| EF Education-EasyPost EFE                | EF Education-EasyPost EFE | EF Education-EasyPost EFE |
| ---------------------------------------- | ------------------------- | ------------------------- |
| #                                        | Cyklist                   | Placering                 |
| 71                                       | Vincenzo Albanese (ITA)   | DNF                       |
| 72                                       | Harry Sweeny (AUS)        | 53.                       |
| 73                                       | Owain Doull (GBR)         | 28.                       |
| 74                                       | Madis Mihkels (EST)       | 14.                       |
| 75                                       | Jack Rootkin-Gray (GBR)   | DNF                       |
| 76                                       | Yuhi Todome (JPN)         | DNF                       |
| 77                                       | Max Walker (GBR)          | 79.                       |
| Sportchef : Andreas Klier, Ken Vanmarcke |                           |                           |

| Bahrain Victorious TBV                    | Bahrain Victorious TBV    | Bahrain Victorious TBV |
| ----------------------------------------- | ------------------------- | ---------------------- |
| #                                         | Cyklist                   | Placering              |
| 81                                        | Matej Mohorič (SLO)       | DNF                    |
| 82                                        | Phil Bauhaus (GER)        | DNF                    |
| 83                                        | Alberto Bruttomesso (ITA) | DNF                    |
| 84                                        | Kamil Gradek (POL)        | 90.                    |
| 85                                        | Andrea Pasqualon (ITA)    | 68.                    |
| 86                                        | Robert Stannard (AUS)     | DNF                    |
| 87                                        | Fred Wright (GBR)         | 56.                    |
| Sportchef : Aart Vierhouten, Michał Gołaś |                           |                        |

| Arkéa-B&B Hotels ARK                          | Arkéa-B&B Hotels ARK  | Arkéa-B&B Hotels ARK |
| --------------------------------------------- | --------------------- | -------------------- |
| #                                             | Cyklist               | Placering            |
| 91                                            | Arnaud Démare (FRA)   | 59.                  |
| 92                                            | Amaury Capiot (BEL)   | DNF                  |
| 93                                            | Léandre Lozouet (FRA) | DNF                  |
| 94                                            | Donavan Grondin (FRA) | DNF                  |
| 95                                            | Miles Scotson (AUS)   | DNF                  |
| 96                                            | Giosuè Epis (ITA)     | DNF                  |
| 97                                            | Pierre Thierry (FRA)  | DNF                  |
| Sportchef : Sébastien Hinault, Mickael Leveau |                       |                      |

| Cofidis COF                                    | Cofidis COF             | Cofidis COF |
| ---------------------------------------------- | ----------------------- | ----------- |
| #                                              | Cyklist                 | Placering   |
| 101                                            | Aimé De Gendt (BEL)     | 26.         |
| 102                                            | Eddy Finé (FRA)         | DNF         |
| 103                                            | Clément Izquierdo (FRA) | DNF         |
| 104                                            | Sam Maisonobe (FRA)     | 33.         |
| 105                                            | Alexis Renard (FRA)     | DNF         |
| 106                                            | Ludovic Robeet (BEL)    | 70.         |
| 107                                            | Jan Maas (NED)          | DNF         |
| Sportchef : Jimmy Engoulvent, Thierry Marichal |                         |             |

| Decathlon-AG2R La Mondiale DAT                      | Decathlon-AG2R La Mondiale DAT | Decathlon-AG2R La Mondiale DAT |
| --------------------------------------------------- | ------------------------------ | ------------------------------ |
| #                                                   | Cyklist                        | Placering                      |
| 111                                                 | Oliver Naesen (BEL)            | 21.                            |
| 112                                                 | Dries De Bondt (BEL)           | 22.                            |
| 113                                                 | Sander De Pestel (BEL)         | 35.                            |
| 114                                                 | Oscar Chamberlain (AUS)        | DNF                            |
| 115                                                 | Tord Gudmestad (NOR)           | DNF                            |
| 116                                                 | Stefan Bissegger (SUI)         | 29.                            |
| 117                                                 | Sam Bennett (IRL)              | DNF                            |
| Sportchef : Julien Jurdie, Luke Rowe, Didier Jannel |                                |                                |

| Groupama-FDJ GFC             | Groupama-FDJ GFC        | Groupama-FDJ GFC |
| ---------------------------- | ----------------------- | ---------------- |
| #                            | Cyklist                 | Placering        |
| 121                          | Valentin Madouas (FRA)  | 32.              |
| 122                          | Cyril Barthe (FRA)      | 60.              |
| 123                          | Johan Jacobs (SUI)      | DNF              |
| 124                          | Olivier Le Gac (FRA)    | 65.              |
| 125                          | Sven Erik Bystrøm (NOR) | DNF              |
| 126                          | Paul Penhoët (FRA)      | 86.              |
| 127                          | Clément Russo (FRA)     | 13.              |
| Sportchef : Frédéric Guesdon |                         |                  |

| Movistar Team MOV            | Movistar Team MOV         | Movistar Team MOV |
| ---------------------------- | ------------------------- | ----------------- |
| #                            | Cyklist                   | Placering         |
| 131                          | Carlos Canal (ESP)        | 20.               |
| 132                          | Jon Barrenetxea (ESP)     | DNF               |
| 133                          | Davide Cimolai (ITA)      | DNF               |
| 134                          | Iván García Cortina (ESP) | 24.               |
| 135                          | Orluis Aular (VEN)        | DNF               |
| 136                          | Iván Romeo (ESP)          | DNF               |
| 137                          | Manlio Moro (ITA)         | 95.               |
| Sportchef : Jürgen Roelandts |                           |                   |

| Red Bull-Bora-Hansgrohe RBH | Red Bull-Bora-Hansgrohe RBH | Red Bull-Bora-Hansgrohe RBH |
| --------------------------- | --------------------------- | --------------------------- |
| #                           | Cyklist                     | Placering                   |
| 141                         | Jordi Meeus (BEL)           | 9.                          |
| 142                         | Gianni Moscon (ITA)         | DNF                         |
| 143                         | Ryan Mullen (IRL)           | DNF                         |
| 144                         | Laurence Pithie (NZL)       | 27.                         |
| 145                         | Mick van Dijke (NED)        | 76.                         |
| 146                         | Tim van Dijke (NED)         | 84.                         |
| 147                         | Danny van Poppel (NED)      | DNF                         |

| Team Jayco AlUla JAY | Team Jayco AlUla JAY   | Team Jayco AlUla JAY |
| -------------------- | ---------------------- | -------------------- |
| #                    | Cyklist                | Placering            |
| 151                  | Michael Matthews (AUS) | 39.                  |
| 152                  | Robert Donaldson (GBR) | DNF                  |
| 153                  | Patrick Gamper (AUT)   | DNF                  |
| 154                  | Kelland O'Brien (AUS)  | DNF                  |
| 155                  | Elmar Reinders (NED)   | DNF                  |
| 156                  | Max Walscheid (GER)    | 55.                  |
| 157                  | Jasha Sütterlin (GER)  | DNF                  |

| Team Picnic-PostNL TPP | Team Picnic-PostNL TPP     | Team Picnic-PostNL TPP |
| ---------------------- | -------------------------- | ---------------------- |
| #                      | Cyklist                    | Placering              |
| 161                    | John Degenkolb (GER)       | 11.                    |
| 162                    | Alexander Edmondson (AUS)  | DNF                    |
| 163                    | Casper van Uden (NED)      | 57.                    |
| 164                    | Sean Flynn (GBR)           | 74.                    |
| 165                    | Enzo Leijnse (NED)         | DNF                    |
| 166                    | Tobias Lund Andresen (DEN) | DNF                    |
| 167                    | Niklas Märkl (GER)         | DNF                    |

| XDS Astana Team XAT | XDS Astana Team XAT    | XDS Astana Team XAT |
| ------------------- | ---------------------- | ------------------- |
| #                   | Cyklist                | Placering           |
| 171                 | Davide Ballerini (ITA) | 6.                  |
| 172                 | Cees Bol (NED)         | 71.                 |
| 173                 | Aaron Gate (NZL)       | 61.                 |
| 174                 | Michele Gazzoli (ITA)  | DNF                 |
| 175                 | Max Kanter (GER)       | DNF                 |
| 176                 | Yevgeniy Fedorov (KAZ) | 18.                 |
| 177                 | Mike Teunissen (NED)   | 16.                 |

| Lotto LOT | Lotto LOT                      | Lotto LOT |
| --------- | ------------------------------ | --------- |
| #         | Cyklist                        | Placering |
| 181       | Arnaud De Lie (BEL) (landsväg) | DNF       |
| 182       | Jenno Berckmoes (BEL)          | 8.        |
| 183       | Sébastien Grignard (BEL)       | DNF       |
| 184       | Alec Segaert (BEL)             | 45.       |
| 185       | Arjen Livyns (BEL)             | 42.       |
| 186       | Brent Van Moer (BEL)           | 31.       |
| 187       | Joshua Giddings (GBR)          | DNF       |

| Israel-Premier Tech IPT | Israel-Premier Tech IPT   | Israel-Premier Tech IPT |
| ----------------------- | ------------------------- | ----------------------- |
| #                       | Cyklist                   | Placering               |
| 191                     | Hugo Hofstetter (FRA)     | 5.                      |
| 193                     | Guillaume Boivin (CAN)    | DNF                     |
| 194                     | Pier-André Côté (CAN)     | DNF                     |
| 195                     | Riley Pickrell (CAN)      | 80.                     |
| 196                     | Matis Louvel (FRA)        | 17.                     |
| 197                     | Michael Schwarzmann (GER) | DNF                     |
| 198                     | Tom Van Asbroeck (BEL)    | 73.                     |

| Q36.5 Pro Cycling Team Q36 | Q36.5 Pro Cycling Team Q36     | Q36.5 Pro Cycling Team Q36 |
| -------------------------- | ------------------------------ | -------------------------- |
| #                          | Cyklist                        | Placering                  |
| 201                        | Giacomo Nizzolo (ITA)          | DNF                        |
| 202                        | David González (ESP)           | DNF                        |
| 203                        | Emīls Liepiņš (LAT) (landsväg) | 63.                        |
| 204                        | Kamil Małecki (POL)            | DNF                        |
| 205                        | Nicolò Parisini (ITA)          | DNF                        |
| 206                        | Jannik Steimle (GER)           | 85.                        |
| 207                        | Rory Townsend (IRL)            | DNF                        |

| Team Flanders-Baloise TFB | Team Flanders-Baloise TFB | Team Flanders-Baloise TFB |
| ------------------------- | ------------------------- | ------------------------- |
| #                         | Cyklist                   | Placering                 |
| 211                       | Victor Vercouillie (BEL)  | DNF                       |
| 212                       | Jules Hesters (BEL)       | DNF                       |
| 213                       | Milan Lanhove (BEL)       | DNF                       |
| 214                       | Noah Vandenbranden (BEL)  | DNF                       |
| 215                       | Yentl Vandevelde (BEL)    | DNF                       |
| 216                       | Ward Vanhoof (BEL)        | 89.                       |
| 217                       | Alex Colman (BEL)         | 75.                       |

| Team TotalEnergies TEN | Team TotalEnergies TEN  | Team TotalEnergies TEN |
| ---------------------- | ----------------------- | ---------------------- |
| #                      | Cyklist                 | Placering              |
| 221                    | Anthony Turgis (FRA)    | 12.                    |
| 222                    | Sandy Dujardin (FRA)    | DNF                    |
| 223                    | Thomas Gachignard (FRA) | DNF                    |
| 224                    | Émilien Jeannière (FRA) | DNF                    |
| 225                    | Samuel Leroux (FRA)     | 62.                    |
| 226                    | Lorrenzo Manzin (FRA)   | DNF                    |
| 227                    | Alexys Brunel (FRA)     | 81.                    |

| Tudor Pro Cycling Team TUD | Tudor Pro Cycling Team TUD | Tudor Pro Cycling Team TUD |
| -------------------------- | -------------------------- | -------------------------- |
| #                          | Cyklist                    | Placering                  |
| 231                        | Matteo Trentin (ITA)       | 15.                        |
| 232                        | Marco Haller (AUT)         | 48.                        |
| 233                        | Petr Kelemen (CZE)         | DNF                        |
| 234                        | Fabian Lienhard (SUI)      | 92.                        |
| 235                        | Marius Mayrhofer (GER)     | DNF                        |
| 236                        | Arthur Kluckers (LUX)      | DNF                        |
| 237                        | Maikel Zijlaard (NED)      | DNF                        |

| Uno-X Mobility UXM | Uno-X Mobility UXM          | Uno-X Mobility UXM |
| ------------------ | --------------------------- | ------------------ |
| #                  | Cyklist                     | Placering          |
| 241                | Alexander Kristoff (NOR)    | 4.                 |
| 242                | Søren Wærenskjold (NOR)     | DNF                |
| 243                | William Blume Levy (DEN)    | DNF                |
| 244                | Rasmus Fossum Tiller (NOR)  | 54.                |
| 245                | Erik Nordsæter Resell (NOR) | 58.                |
| 246                | Anders Skaarseth (NOR)      | 69.                |
| 247                | Jonas Abrahamsen (NOR)      | 40.                |

| Lidl-Trek LTK                             | Lidl-Trek LTK        | Lidl-Trek LTK |
| ----------------------------------------- | -------------------- | ------------- |
| #                                         | Cyklist              | Placering     |
| 1                                         | Mads Pedersen (DEN)  | 1.            |
| 2                                         | Daan Hoole (NED)     | DNF           |
| 3                                         | Alex Kirsch (LUX)    | 36.           |
| 4                                         | Jonathan Milan (ITA) | 3.            |
| 5                                         | Jasper Stuyven (BEL) | 43.           |
| 6                                         | Toms Skujiņš (LAT)   | 46.           |
| 7                                         | Mathias Vacek (CZE)  | DNF           |
| Sportchef : Steven de Jongh, Grégory Rast |                      |               |

| UAE Team Emirates XRG UAD                | UAE Team Emirates XRG UAD   | UAE Team Emirates XRG UAD |
| ---------------------------------------- | --------------------------- | ------------------------- |
| #                                        | Cyklist                     | Placering                 |
| 11                                       | Tim Wellens (BEL)           | 37.                       |
| 12                                       | Mikkel Bjerg (DEN)          | 50.                       |
| 13                                       | Juan Sebastián Molano (COL) | DNF                       |
| 14                                       | Rui Oliveira (POR)          | 66.                       |
| 15                                       | Nils Politt (GER)           | 34.                       |
| 16                                       | Florian Vermeersch (BEL)    | 23.                       |
| 17                                       | Filippo Baroncini (ITA)     | DNF                       |
| Sportchef : Fabio Baldato, Marco Marcato |                             |                           |

| Alpecin-Deceuninck ADC                            | Alpecin-Deceuninck ADC      | Alpecin-Deceuninck ADC |
| ------------------------------------------------- | --------------------------- | ---------------------- |
| #                                                 | Cyklist                     | Placering              |
| 21                                                | Jasper Philipsen (BEL)      | 44.                    |
| 22                                                | Robbe Ghys (BEL)            | DNF                    |
| 23                                                | Timo Kielich (BEL)          | 47.                    |
| 24                                                | Fabio Van den Bossche (BEL) | 82.                    |
| 25                                                | Jonas Rickaert (BEL)        | 64.                    |
| 26                                                | Gianni Vermeersch (BEL)     | 83.                    |
| 27                                                | Silvan Dillier (SUI)        | DNF                    |
| Sportchef : Christoph Roodhooft, Frederik Willems |                             |                        |

| Soudal Quick-Step SOQ               | Soudal Quick-Step SOQ        | Soudal Quick-Step SOQ |
| ----------------------------------- | ---------------------------- | --------------------- |
| #                                   | Cyklist                      | Placering             |
| 31                                  | Tim Merlier (BEL) (landsväg) | 2.                    |
| 32                                  | Paul Magnier (FRA)           | 38.                   |
| 33                                  | Yves Lampaert (BEL)          | 51.                   |
| 34                                  | Luke Lamperti (USA)          | DNF                   |
| 35                                  | Louis Vervaeke (BEL)         | 67.                   |
| 36                                  | Bert Van Lerberghe (BEL)     | 52.                   |
| 37                                  | Warre Vangheluwe (BEL)       | DNF                   |
| Sportchef : Tom Steels, Iljo Keisse |                              |                       |

| Intermarché-Wanty IWA                    | Intermarché-Wanty IWA                | Intermarché-Wanty IWA |
| ---------------------------------------- | ------------------------------------ | --------------------- |
| #                                        | Cyklist                              | Placering             |
| 41                                       | Biniam Girmay (ERI)                  | 7.                    |
| 42                                       | Roel Daan van Sintmaartensdijk (NED) | 93.                   |
| 43                                       | Vito Braet (BEL)                     | 94.                   |
| 44                                       | Hugo Page (FRA)                      | DNF                   |
| 45                                       | Adrien Petit (FRA)                   | DNF                   |
| 46                                       | Laurenz Rex (BEL)                    | 10.                   |
| 47                                       | Jonas Rutsch (GER)                   | 88.                   |
| Sportchef : Dimitri Claeys, Aike Visbeek |                                      |                       |

| Ineos Grenadiers IGD                    | Ineos Grenadiers IGD   | Ineos Grenadiers IGD |
| --------------------------------------- | ---------------------- | -------------------- |
| #                                       | Cyklist                | Placering            |
| 51                                      | Salvatore Puccio (ITA) | DNF                  |
| 52                                      | Tobias Foss (NOR)      | 77.                  |
| 53                                      | Bob Jungels (LUX)      | DNF                  |
| 54                                      | Connor Swift (GBR)     | 72.                  |
| 55                                      | Josh Tarling (GBR)     | 49.                  |
| 56                                      | Ben Turner (GBR)       | 25.                  |
| 57                                      | Samuel Watson (GBR)    | 91.                  |
| Sportchef : Imanol Erviti, Ian Stannard |                        |                      |

| Team Visma \| Lease a Bike TVL              | Team Visma \| Lease a Bike TVL | Team Visma \| Lease a Bike TVL |
| ------------------------------------------- | ------------------------------ | ------------------------------ |
| #                                           | Cyklist                        | Placering                      |
| 61                                          | Olav Kooij (NED)               | DNF                            |
| 62                                          | Daniel McLay (GBR)             | DNF                            |
| 63                                          | Victor Campenaerts (BEL)       | 41.                            |
| 64                                          | Tosh Van der Sande (BEL)       | 78.                            |
| 65                                          | Tiesj Benoot (BEL)             | 19.                            |
| 66                                          | Matteo Jorgenson (USA)         | 30.                            |
| 67                                          | Julien Vermote (BEL)           | 87.                            |
| Sportchef : Richard Plugge, Maarten Wynants |                                |                                |

| EF Education-EasyPost EFE                | EF Education-EasyPost EFE | EF Education-EasyPost EFE |
| ---------------------------------------- | ------------------------- | ------------------------- |
| #                                        | Cyklist                   | Placering                 |
| 71                                       | Vincenzo Albanese (ITA)   | DNF                       |
| 72                                       | Harry Sweeny (AUS)        | 53.                       |
| 73                                       | Owain Doull (GBR)         | 28.                       |
| 74                                       | Madis Mihkels (EST)       | 14.                       |
| 75                                       | Jack Rootkin-Gray (GBR)   | DNF                       |
| 76                                       | Yuhi Todome (JPN)         | DNF                       |
| 77                                       | Max Walker (GBR)          | 79.                       |
| Sportchef : Andreas Klier, Ken Vanmarcke |                           |                           |

| Bahrain Victorious TBV                    | Bahrain Victorious TBV    | Bahrain Victorious TBV |
| ----------------------------------------- | ------------------------- | ---------------------- |
| #                                         | Cyklist                   | Placering              |
| 81                                        | Matej Mohorič (SLO)       | DNF                    |
| 82                                        | Phil Bauhaus (GER)        | DNF                    |
| 83                                        | Alberto Bruttomesso (ITA) | DNF                    |
| 84                                        | Kamil Gradek (POL)        | 90.                    |
| 85                                        | Andrea Pasqualon (ITA)    | 68.                    |
| 86                                        | Robert Stannard (AUS)     | DNF                    |
| 87                                        | Fred Wright (GBR)         | 56.                    |
| Sportchef : Aart Vierhouten, Michał Gołaś |                           |                        |

| Arkéa-B&B Hotels ARK                          | Arkéa-B&B Hotels ARK  | Arkéa-B&B Hotels ARK |
| --------------------------------------------- | --------------------- | -------------------- |
| #                                             | Cyklist               | Placering            |
| 91                                            | Arnaud Démare (FRA)   | 59.                  |
| 92                                            | Amaury Capiot (BEL)   | DNF                  |
| 93                                            | Léandre Lozouet (FRA) | DNF                  |
| 94                                            | Donavan Grondin (FRA) | DNF                  |
| 95                                            | Miles Scotson (AUS)   | DNF                  |
| 96                                            | Giosuè Epis (ITA)     | DNF                  |
| 97                                            | Pierre Thierry (FRA)  | DNF                  |
| Sportchef : Sébastien Hinault, Mickael Leveau |                       |                      |

| Cofidis COF                                    | Cofidis COF             | Cofidis COF |
| ---------------------------------------------- | ----------------------- | ----------- |
| #                                              | Cyklist                 | Placering   |
| 101                                            | Aimé De Gendt (BEL)     | 26.         |
| 102                                            | Eddy Finé (FRA)         | DNF         |
| 103                                            | Clément Izquierdo (FRA) | DNF         |
| 104                                            | Sam Maisonobe (FRA)     | 33.         |
| 105                                            | Alexis Renard (FRA)     | DNF         |
| 106                                            | Ludovic Robeet (BEL)    | 70.         |
| 107                                            | Jan Maas (NED)          | DNF         |
| Sportchef : Jimmy Engoulvent, Thierry Marichal |                         |             |

| Decathlon-AG2R La Mondiale DAT                      | Decathlon-AG2R La Mondiale DAT | Decathlon-AG2R La Mondiale DAT |
| --------------------------------------------------- | ------------------------------ | ------------------------------ |
| #                                                   | Cyklist                        | Placering                      |
| 111                                                 | Oliver Naesen (BEL)            | 21.                            |
| 112                                                 | Dries De Bondt (BEL)           | 22.                            |
| 113                                                 | Sander De Pestel (BEL)         | 35.                            |
| 114                                                 | Oscar Chamberlain (AUS)        | DNF                            |
| 115                                                 | Tord Gudmestad (NOR)           | DNF                            |
| 116                                                 | Stefan Bissegger (SUI)         | 29.                            |
| 117                                                 | Sam Bennett (IRL)              | DNF                            |
| Sportchef : Julien Jurdie, Luke Rowe, Didier Jannel |                                |                                |

| Groupama-FDJ GFC             | Groupama-FDJ GFC        | Groupama-FDJ GFC |
| ---------------------------- | ----------------------- | ---------------- |
| #                            | Cyklist                 | Placering        |
| 121                          | Valentin Madouas (FRA)  | 32.              |
| 122                          | Cyril Barthe (FRA)      | 60.              |
| 123                          | Johan Jacobs (SUI)      | DNF              |
| 124                          | Olivier Le Gac (FRA)    | 65.              |
| 125                          | Sven Erik Bystrøm (NOR) | DNF              |
| 126                          | Paul Penhoët (FRA)      | 86.              |
| 127                          | Clément Russo (FRA)     | 13.              |
| Sportchef : Frédéric Guesdon |                         |                  |

| Movistar Team MOV            | Movistar Team MOV         | Movistar Team MOV |
| ---------------------------- | ------------------------- | ----------------- |
| #                            | Cyklist                   | Placering         |
| 131                          | Carlos Canal (ESP)        | 20.               |
| 132                          | Jon Barrenetxea (ESP)     | DNF               |
| 133                          | Davide Cimolai (ITA)      | DNF               |
| 134                          | Iván García Cortina (ESP) | 24.               |
| 135                          | Orluis Aular (VEN)        | DNF               |
| 136                          | Iván Romeo (ESP)          | DNF               |
| 137                          | Manlio Moro (ITA)         | 95.               |
| Sportchef : Jürgen Roelandts |                           |                   |

| Red Bull-Bora-Hansgrohe RBH | Red Bull-Bora-Hansgrohe RBH | Red Bull-Bora-Hansgrohe RBH |
| --------------------------- | --------------------------- | --------------------------- |
| #                           | Cyklist                     | Placering                   |
| 141                         | Jordi Meeus (BEL)           | 9.                          |
| 142                         | Gianni Moscon (ITA)         | DNF                         |
| 143                         | Ryan Mullen (IRL)           | DNF                         |
| 144                         | Laurence Pithie (NZL)       | 27.                         |
| 145                         | Mick van Dijke (NED)        | 76.                         |
| 146                         | Tim van Dijke (NED)         | 84.                         |
| 147                         | Danny van Poppel (NED)      | DNF                         |

| Team Jayco AlUla JAY | Team Jayco AlUla JAY   | Team Jayco AlUla JAY |
| -------------------- | ---------------------- | -------------------- |
| #                    | Cyklist                | Placering            |
| 151                  | Michael Matthews (AUS) | 39.                  |
| 152                  | Robert Donaldson (GBR) | DNF                  |
| 153                  | Patrick Gamper (AUT)   | DNF                  |
| 154                  | Kelland O'Brien (AUS)  | DNF                  |
| 155                  | Elmar Reinders (NED)   | DNF                  |
| 156                  | Max Walscheid (GER)    | 55.                  |
| 157                  | Jasha Sütterlin (GER)  | DNF                  |

| Team Picnic-PostNL TPP | Team Picnic-PostNL TPP     | Team Picnic-PostNL TPP |
| ---------------------- | -------------------------- | ---------------------- |
| #                      | Cyklist                    | Placering              |
| 161                    | John Degenkolb (GER)       | 11.                    |
| 162                    | Alexander Edmondson (AUS)  | DNF                    |
| 163                    | Casper van Uden (NED)      | 57.                    |
| 164                    | Sean Flynn (GBR)           | 74.                    |
| 165                    | Enzo Leijnse (NED)         | DNF                    |
| 166                    | Tobias Lund Andresen (DEN) | DNF                    |
| 167                    | Niklas Märkl (GER)         | DNF                    |

| XDS Astana Team XAT | XDS Astana Team XAT    | XDS Astana Team XAT |
| ------------------- | ---------------------- | ------------------- |
| #                   | Cyklist                | Placering           |
| 171                 | Davide Ballerini (ITA) | 6.                  |
| 172                 | Cees Bol (NED)         | 71.                 |
| 173                 | Aaron Gate (NZL)       | 61.                 |
| 174                 | Michele Gazzoli (ITA)  | DNF                 |
| 175                 | Max Kanter (GER)       | DNF                 |
| 176                 | Yevgeniy Fedorov (KAZ) | 18.                 |
| 177                 | Mike Teunissen (NED)   | 16.                 |

| Lotto LOT | Lotto LOT                      | Lotto LOT |
| --------- | ------------------------------ | --------- |
| #         | Cyklist                        | Placering |
| 181       | Arnaud De Lie (BEL) (landsväg) | DNF       |
| 182       | Jenno Berckmoes (BEL)          | 8.        |
| 183       | Sébastien Grignard (BEL)       | DNF       |
| 184       | Alec Segaert (BEL)             | 45.       |
| 185       | Arjen Livyns (BEL)             | 42.       |
| 186       | Brent Van Moer (BEL)           | 31.       |
| 187       | Joshua Giddings (GBR)          | DNF       |

| Israel-Premier Tech IPT | Israel-Premier Tech IPT   | Israel-Premier Tech IPT |
| ----------------------- | ------------------------- | ----------------------- |
| #                       | Cyklist                   | Placering               |
| 191                     | Hugo Hofstetter (FRA)     | 5.                      |
| 193                     | Guillaume Boivin (CAN)    | DNF                     |
| 194                     | Pier-André Côté (CAN)     | DNF                     |
| 195                     | Riley Pickrell (CAN)      | 80.                     |
| 196                     | Matis Louvel (FRA)        | 17.                     |
| 197                     | Michael Schwarzmann (GER) | DNF                     |
| 198                     | Tom Van Asbroeck (BEL)    | 73.                     |

| Q36.5 Pro Cycling Team Q36 | Q36.5 Pro Cycling Team Q36     | Q36.5 Pro Cycling Team Q36 |
| -------------------------- | ------------------------------ | -------------------------- |
| #                          | Cyklist                        | Placering                  |
| 201                        | Giacomo Nizzolo (ITA)          | DNF                        |
| 202                        | David González (ESP)           | DNF                        |
| 203                        | Emīls Liepiņš (LAT) (landsväg) | 63.                        |
| 204                        | Kamil Małecki (POL)            | DNF                        |
| 205                        | Nicolò Parisini (ITA)          | DNF                        |
| 206                        | Jannik Steimle (GER)           | 85.                        |
| 207                        | Rory Townsend (IRL)            | DNF                        |

| Team Flanders-Baloise TFB | Team Flanders-Baloise TFB | Team Flanders-Baloise TFB |
| ------------------------- | ------------------------- | ------------------------- |
| #                         | Cyklist                   | Placering                 |
| 211                       | Victor Vercouillie (BEL)  | DNF                       |
| 212                       | Jules Hesters (BEL)       | DNF                       |
| 213                       | Milan Lanhove (BEL)       | DNF                       |
| 214                       | Noah Vandenbranden (BEL)  | DNF                       |
| 215                       | Yentl Vandevelde (BEL)    | DNF                       |
| 216                       | Ward Vanhoof (BEL)        | 89.                       |
| 217                       | Alex Colman (BEL)         | 75.                       |

| Team TotalEnergies TEN | Team TotalEnergies TEN  | Team TotalEnergies TEN |
| ---------------------- | ----------------------- | ---------------------- |
| #                      | Cyklist                 | Placering              |
| 221                    | Anthony Turgis (FRA)    | 12.                    |
| 222                    | Sandy Dujardin (FRA)    | DNF                    |
| 223                    | Thomas Gachignard (FRA) | DNF                    |
| 224                    | Émilien Jeannière (FRA) | DNF                    |
| 225                    | Samuel Leroux (FRA)     | 62.                    |
| 226                    | Lorrenzo Manzin (FRA)   | DNF                    |
| 227                    | Alexys Brunel (FRA)     | 81.                    |

| Tudor Pro Cycling Team TUD | Tudor Pro Cycling Team TUD | Tudor Pro Cycling Team TUD |
| -------------------------- | -------------------------- | -------------------------- |
| #                          | Cyklist                    | Placering                  |
| 231                        | Matteo Trentin (ITA)       | 15.                        |
| 232                        | Marco Haller (AUT)         | 48.                        |
| 233                        | Petr Kelemen (CZE)         | DNF                        |
| 234                        | Fabian Lienhard (SUI)      | 92.                        |
| 235                        | Marius Mayrhofer (GER)     | DNF                        |
| 236                        | Arthur Kluckers (LUX)      | DNF                        |
| 237                        | Maikel Zijlaard (NED)      | DNF                        |

| Uno-X Mobility UXM | Uno-X Mobility UXM          | Uno-X Mobility UXM |
| ------------------ | --------------------------- | ------------------ |
| #                  | Cyklist                     | Placering          |
| 241                | Alexander Kristoff (NOR)    | 4.                 |
| 242                | Søren Wærenskjold (NOR)     | DNF                |
| 243                | William Blume Levy (DEN)    | DNF                |
| 244                | Rasmus Fossum Tiller (NOR)  | 54.                |
| 245                | Erik Nordsæter Resell (NOR) | 58.                |
| 246                | Anders Skaarseth (NOR)      | 69.                |
| 247                | Jonas Abrahamsen (NOR)      | 40.                |

Förklaringar
DNF = Fullföljde inte, OTL = Utanför tidsgränsen, DNS = Startade inte, DSQ = Diskvalificerad